# 죄와 벌: 지구의 계승자
《죄와 벌: 지구의 계승자》은 일본 개발사 트레저가 닌텐도와 협력해 개발한 레일 슈팅 비디오 게임이다. 2000년 닌텐도 64로 일본에서만 출시됐으며, 닌텐도 64 컨트롤러의 십자 패드와 조이스틱을 동시에 사용하는 독특한 게임플레이가 특징이다.
《죄와 벌》의 개발 기간은 약 3년으로 당시 평균보다 긴 편이었다. 제작 당시 제목은 《글래스 솔저》였으나 닌텐도측의 요청으로 현재의 이름으로 바꿨다.
출시 당시 《죄와 벌》은 화려하고 볼거리가 풍부한 그래픽으로 호평을 받았다. 2007년에는 Wii의 버추얼 콘솔을 통해 재발매됐으며 서양에도 처음 출시됐다. 2009년에 후속작 《죄와 벌: 우주의 계승자》가 출시됐다.

## 후속
이 게임에 기반한 소설판이 2001년 초에 일본서 발행됐으며, 월간 코믹 전격 대왕에선 만화판이 연재됐다.

## 참조
1. ↑  일본어: 罪と罰 ～地球の継承者～, 영어판 제목 《죄와 벌》(영어: Sin and Punishment)